# Mokati-Stadion
Das Mokati-Stadion ist ein Fußballstadion im Stadtteil Orwetoveni in der zentralnamibischen Stadt Otjiwarongo. Es ist ein reines Fußballstadion und neben dem Paresis Park das zweitgrößte der Stadt.
Im Mokati-Stadion sind die Erstligavereine Mighty Gunners und Life Fighters FC sowie der Otjiwarongo FC aus der Namibia Second Division beheimatet. Es hat eine Kapazität von 1000 Plätzen.